# دهستان راسیکو
دهستان راسیکو (به لاتین: Raasiku Parish) یک دهستان در استونی است که در شهرستان هاریو واقع شده‌است.

## خصوصیات
دهستان راسیکو ۱۵۸٫۸۶ کیلومترمربع مساحت و ۴٬۵۷۹ نفر جمعیت دارد.

## خواهرخوانده
شهر Norberg Municipality خواهرخواندهٔ دهستان راسیکو هست.